# Andrea Turazzi
Andrea Turazzi (ur. 24 sierpnia 1948 w Stellata di Bondeno) – włoski duchowny katolicki, biskup San Marino-Montefeltro w latach 2014–2024.

## Życiorys
Święcenia kapłańskie otrzymał 27 maja 1972 i został inkardynowany do archidiecezji Ferrara-Comacchio. Pracował głównie jako duszpasterz parafii w Ferrarze i okolicach, był także m.in. diecezjalnym asystentem młodzieżowej Akcji Katolickiej, ojcem duchownym ferrarskiego seminarium oraz delegatem biskupim ds. diakonatu stałego i dziewictwa konsekrowanego.
30 listopada 2013 papież Franciszek mianował go ordynariuszem diecezji San Marino-Montefeltro. Sakry biskupiej udzielił mu 25 stycznia 2014 kardynał Carlo Caffarra.
3 lutego 2024 papież przyjął jego rezygnację z pełnionego urzędu, złożoną ze względu na wiek. 